# Ethan (voornaam)
Ethan is een jongensnaam van Hebreeuwse oorsprong die "sterk", "stevig", "standvastig" en "veilig" betekent. De naam komt soms ook voor als Eitan of Eytan.

## Bekende naamdragers
- Ethan Coen, Amerikaans filmregisseur
- Ethan Embry, Amerikaans acteur
- Ethan Hawke, Amerikaans acteur, schrijver en filmregisseur
- Ethan Phillips,  Amerikaans acteur, toneelschrijver en auteur

## Fictief figuur
- Ethan Asher, personage uit de Amerikaanse soapserie Santa Barbara
- Ethan Hunt, personage uit de Amerikaanse filmreeks Mission: Impossible: Mission: Impossible I, Mission: Impossible II, Mission: Impossible III en Mission: Impossible – Ghost Protocol
- Ethan James, personage uit de Amerikaanse televisieserie Power Rangers: Dino Thunder
- Ethan Rom, personage uit de Amerikaanse televisieserie Lost
- Ethan Tremblay, personage uit de Amerikaanse komische film Due Date